# 20649 Miklenov
20649 Miklenov este un asteroid din centura principală de asteroizi.

## Descriere
20649 Miklenov este un asteroid din centura principală de asteroizi. A fost descoperit pe 10 octombrie 1999 la Socorro, New Mexico, în cadrul proiectului LINEAR. Asteroidul prezintă o orbită caracterizată de o semiaxă mare de 2,92 ua, o excentricitate de 0,04 și o înclinație de 1,0° în raport cu ecliptica.